# ミスDJリクエストパレード
ミスDJリクエストパレード（ミスディージェイリクエストパレード）は、1981年 - 1985年に文化放送で放送されたラジオの深夜放送。現役の女子大生が曜日ごとにDJ（ディスクジョッキー）を務めるもので、1983年に始まった「オールナイトフジ」とともに女子大生ブームの走りになった番組である。

## 概要
月 - 金曜の24:30 - 27:00の放送で、前番組はセイ!ヤングである。オープニングの曲はドリードッツの「あこがれミスD.J.」（原題「You’re the Only One」）。原歌詞の"You're the only one"の箇所を、日本のシングル盤では"You're my DJ"に、番組では"You're Miss DJ"にアレンジしていた。
タイトルコールはFENのDJだったチャーリー・ツナことアーサー・W・ファーガソン。以下のタイトルコールで番組が始まっていた。
前半30分が、リクエストハガキによるベスト10の発表。邦楽・洋楽問わず、その日のリクエスト数で順位が決まる。25時からは個々のリクエストに応える形を取るが、途中で「今日の特集」と題して、テーマに関係した曲を紹介するコーナーや、プレゼント抽選などがあった。1982年当時は毎日10人に番組特製Tシャツ、2人に現金1万円、毎月1人に自動車がプレゼントされた。
基本的に文化放送のスタジオからの生放送だが、苗場やハワイなど、リゾート地からの中継などもあった。
本番組の発案者であった出川有ディレクターによると「家に帰った時は自局の文化放送ではなくFENをいつも聴いていたので、日本版FENのような番組が出来ないかいつも考えていた」ということでこの番組は“日本版FEN”というコンセプトで企画されたとのことで「面白くないことを2時間喋りまくるよりも、喋りは短い時間で瞬発力がある方がいいし、つまらないジョークよりも、いい音楽をたくさん聴きたい」として音楽に重点を置いた番組となった。起用するDJが女子大生となったことについては「局アナやタレントではピンと来なかったので、女子大生だったら…と出したら“ワッと”決まった」と話している。
1982年当時では番組1回でかかる曲数は平均30 - 34曲だった。そのためこの頃は、長い喋りを極力排して曲と曲の間は主にリクエストはがき読み上げと曲紹介に費やすという番組構成であった。これの狙い目について他のディレクターは「同じ曲でも、DJによっては絶対に違って聴こえるはずであって、微妙なバランスがあるから、これは単なるBGMではないし、生放送の意味もそこにある。この番組のDJの役目は音楽のアシスタント的な立場でリスナーの耳に気持ち良く届けることで、リスナーと同じ様にDJも好きな曲を聴く」と話している。
1981年（昭和56年）10月開始時のDJは、加藤エミ（月曜）、川島なお美（火曜）、千倉真理（水曜）、川口雅代（木曜）、ぽん太=小林寛子（金曜、文化放送アナウンサー）と大西良子（キャンキャンインフォメーション）であった（ぽん太は前番組『セイ!ヤング』から続投）。 
DJは度々変わっているが、のちにアナウンサーになった長野智子・曽根かおる、芸能界入りした飯島真理・川口雅代・向井亜紀、CMや歌手デビューしていた斉藤慶子・松本伊代らがいた。スタッフらは普通の大学生からミスDJ入りした者には「お前たちはタレントじゃなく、素人だ」と教え込んでいたということで、当の彼女たちの多くも、これをきっかけに芸能界入りをとはあまり考えていなかったという。川島なお美も「ミスDJでは一人の女子大生としておしゃべりしている」と話していたことがある。本番組では「大学卒業でミスDJも卒業」という不文律の様なものがあった。
本番組の制作発表はラジオ業界内部では話題になったこともあったが、その他一般のマスコミではほとんど採り上げられず、あるディレクター曰く「番組が始まった事すら知らない人の方が多かった」とのこと。スタート当初は、リクエスト曲を紹介して音楽を流すだけの内容に、個性も何も無いと言われたこともあった。しかし、本番組放送開始2か月後の1981年12月の聴取率調査では、本番組の各曜日のシェアは裏番組のオールナイトニッポン（ニッポン放送）のシェアには及ばなかったものの、パックインミュージック（TBSラジオ）のシェアを4曜日で同数または上回るという結果となった（下の表を参照）。前番組『セイ!ヤング』終了時のシェアが平均12 - 13%だったため、高い時で前番組の2倍から3倍に数字を引き上げる結果となり、短期間でのこの躍進ぶりは1982年3月2日付報知新聞で『おしゃべりから音楽中心へ』という内容で採り上げられたりもした。本番組は他の2局の裏番組よりも30分早く24:30にスタートしたが、24時台（午前0時台）の聴取率は、1982年9月の調査でニッポン放送・1.0%、TBS・0.8%に対し、文化放送は1.3%と同時間帯の首位であった。リスナー層も、大学生が中心となっていた『セイ!ヤング』の末期に比べ、本番組では中学生・高校生にまで拡大していた。
1981年12月当時の「ミスDJリクエストパレード」「パックインミュージック」「オールナイトニッポン」各曜日のシェア
| 番組名                                | 月曜日                        | 火曜日         | 水曜日                          | 木曜日                  | 金曜日       |
| ------------------------------------- | ----------------------------- | -------------- | ------------------------------- | ----------------------- | ------------ |
| ミスDJリクエストパレード （文化放送） | 加藤エミ 14%                  | 川島なお美 36% | 千倉真理 26%                    | 川口雅代 17%            | 小林寛子 42% |
| パックインミュージック （TBSラジオ）  | ばんばひろふみ・ 兵藤ゆき 14% | 西田敏行 13%   | 翔（横浜銀蠅）・ 横山みゆき 19% | 野沢那智・ 白石冬美 21% | 九十九一 15% |
| オールナイトニッポン （ニッポン放送） | 中島みゆき 72%                | 所ジョージ 50% | タモリ 55%                      | ビートたけし 63%        | 吉田拓郎 42% |

1982年7月31日限りで裏番組の一つであるTBSの『パックインミュージック』が終了。その後も本番組の人気は上昇を続け、月刊ラジオマガジン1982年11月号内の記事においては「パックを打ち切りに追い込み、ANN（オールナイトニッポン）を大改造させた台風の目」と表現された。1982年9月時点での調査では以下のように、裏番組においてはTBS『サウンド・ストームDjango』を圧倒しただけでなく、オールナイトニッポンでも月 - 金のうち3曜日で同数あるいは上回るというシェア・聴取率を叩き出した。
1982年9月当時の「ミスDJリクエストパレード」「オールナイトニッポン」「サウンド・ストームDjango」各曜日の聴取率とシェア
（聴取率調査は1982年9月4日 - 同年9月10日調査によるもの。太字は各曜日のトップ。聴＝聴取率、シ＝シェア）
| 番組名                                 | 月曜日                        | 火曜日                        | 水曜日                                | 木曜日                                        | 金曜日                                   |
| -------------------------------------- | ----------------------------- | ----------------------------- | ------------------------------------- | --------------------------------------------- | ---------------------------------------- |
| ミスDJリクエストパレード （文化放送）  | 加藤エミ 聴：0.9% シ：29.6%   | 川島なお美 聴：1.5% シ：57.7% | 宮坂久美子 聴：1.1% シ：44.0%         | 大西良子 聴：0.6% シ：20.7%                   | 千倉真理 聴：1.1% シ：44.0%              |
| サウンド・ストームDjango （TBSラジオ） | 小林克也 聴：0.1% シ：3.2%    | 大瀧詠一 聴：0.2% シ：7.7%    | 週替わりスペシャル 聴：0.3% シ：12.0% | ウルフマン・ジャック 八木誠 聴：0.1% シ：3.4% | アン・ルイス 小島一慶 聴：0.5% シ：20.0% |
| オールナイトニッポン （ニッポン放送）  | 中島みゆき 聴：2.1% シ：67.7% | 坂崎幸之助 聴：0.9% シ：34.6% | タモリ 聴：1.1% シ：44.0%             | ビートたけし 聴：2.2% シ：75.9%               | ラジオっ娘 聴：0.9% シ：36.0%            |

この人気ぶりに、女子大生タレントを抱える芸能事務所からも直接番組へ売り込むことも多くなっていたという。その人気は平日深夜を飛び出して土曜日の夜にも進出し、1982年10月からは、1984年までナイター中継の無いナイターオフごとに18:30から20:30（21:30）まで『ミスDJ電リクパレード』（ミスディージェイでんリクパレード）を放送。当時のキャンキャンインフォメーション担当がパーソナリティを務めていた。
歴代のADの中には、当時大学生だった田中裕二（現・爆笑問題）が居た。
1985年（昭和60年）3月29日にレギュラー放送終了。翌3月30日に18:30から22:00まで3時間30分の最終回特番「Farewell, Miss DJ」を放送し、幕を下ろした。
本番組終了の翌年1986年、『文化放送ライオンズナイター』の放送の無い日に限り、月曜から金曜の20:00 - 21:30の枠で再びミスDJリクエストパレードとして同年4月から9月までの半年間のみ復活した。パーソナリティは和田加奈子（月曜）ら。

### 番組出来事史
（）
- 1981年9月 - 第1回ミスDJコンテスト開催。応募総数523名、千倉真理が優勝。
- 1982年2月4日 - 第1回ミスDJバレンタインコンサートを渋谷公会堂にて開催。
- 1982年6月20日 - 第2回ミスDJコンテスト開催。応募総数1904名、宮坂久美子が優勝。準ミスは波多えつ子と小林恵子[10]。
- 1982年8月6日 - 『ミスDJ・てるてるワイド サマーフェスティバル』を、よみうりランド内プールにて開催。新井薫子らが参加[3]。
- 1982年9月13日 - 9月18日 - 『ミスDJ1周年記念イベント』をshibuya eggmanにて開催、佐野元春らが参加。
- 1982年9月20日 - ハワイのラジオ局『KIKI AM 83』（現・KHVH）から衛星中継。カマサミ・コングら出演[3]。
- 1982年12月24日 - 12月26日 - 広島にて『浜田省吾＋ミスDJコンサートツアー』開催。
- 1983年1月15日 - 『成人の日フェスティバル』開催[3]。
- 1983年2月14日 - 第2回ミスDJバレンタインコンサートを渋谷公会堂にて開催。佐野元春らが参加。
- 1983年3月29日 - 『川島なお美卒業式パーティ』開催。
- 1983年4月2日 - 『文化放送開局記念特別番組』放送、千倉真理がパーソナリティーを務める。
- 1983年7月2日 - 第3回ミスDJコンテスト開催（会場：新宿野村ホール）。応募総数2542名、向井亜紀が優勝。準優勝は福島美佐子[11]。
- 1983年8月7日 - よみうりホールにて『サマーコンサート』開催[3]。
- 1983年9月13日 - 9月18日 - 『ミスDJ祭り』をshibuya eggmanにて開催、白井貴子らが参加。
- 1983年10月1日 - 3周年記念イベントを池袋サンシャインシティにて開催。
- 1983年12月3日 - ハワイ『KIKI』局から2度目の衛星中継[3]。
- 1984年7月 - 第4回ミスDJコンテスト開催。応募総数約2600名、曽根かおると有賀さつきが優勝[12]。

## 影響
この番組の影響から、TBSラジオがこの番組の裏で大学生を主なリスナー層に設定した『体験ラジオAチャンネル』を放送したり、『Missキャンパス 夜をまるかじり』（HBC北海道放送）、『今夜もシャララ ぽっぷるfeeling』（CBC中部日本放送）、『MBSミスキャンパスDJ』（MBS毎日放送）、『POP STATION KISS』（ラジオ大阪）、『ミスオレンジDJ』（WBS和歌山放送）など、女子大生がパーソナリティを務めるラジオ番組が次々にスタートしていた。文化放送自らもその後『ぱぱらナイト』、『東京スーパーエンジェル』で一般公募で選出したパーソナリティを起用、1985年10月のナイターオフにはこの番組の女子高生版『ミスハイスクールDJ』（パーソナリティ：稲垣さやか、加藤麻里、松永夏代子、若林志穂）を放送した。
当時は知名度が低いアーティストを採り上げることも多く、バレンタイン、ホワイトデー、毎年の記念ライブなど、音楽イベントも多かった。

## 出演者

### パーソナリティ
| 期間      | 期間       | 月曜日     | 火曜日     | 水曜日     | 木曜日   | 金曜日   |
| --------- | ---------- | ---------- | ---------- | ---------- | -------- | -------- |
| 1981.10.1 | 1982.6.30  | 加藤エミ   | 川島なお美 | 千倉真理   | 川口雅代 | 小林寛子 |
| 1982.7.1  | 1982.11.30 | 加藤エミ   | 川島なお美 | 宮坂久美子 | 大西良子 | 千倉真理 |
| 1982.12.1 | 1983.4.1   | 長野智子   | 川島なお美 | 宮坂久美子 | 篠山久美 | 千倉真理 |
| 1983.4.4  | 1983.7.1   | 長野智子   | 斉藤慶子   | 宮坂久美子 | 篠山久美 | 千倉真理 |
| 1983.7.4  | 1983.9.30  | 上田美恵   | 斉藤慶子   | 宮坂久美子 | 篠山久美 | 千倉真理 |
| 1983.10.3 | 1983.12.31 | 向井亜紀   | 斉藤慶子   | 宮坂久美子 | 篠山久美 | 千倉真理 |
| 1984.1.4  | 1984.3.30  | 向井亜紀   | 斉藤慶子   | 宮坂久美子 | 飯島真理 | 千倉真理 |
| 1984.4.2  | 1984.6.29  | 向井亜紀   | 斉藤慶子   | 宮坂久美子 | 飯島真理 | 松本伊代 |
| 1984.7.2  | 1984.9.28  | 向井亜紀   | 曽根かおる | 宮坂久美子 | 飯島真理 | 松本伊代 |
| 1984.10.1 | 1984.12.31 | 曽根かおる | 松本伊代   | 宮坂久美子 | 原口弥生 | 向井亜紀 |
| 1985.1.4  | 1985.3.29  | 曽根かおる | 松本伊代   | 内藤はるみ | 原口弥生 | 向井亜紀 |

### キャンキャンインフォメーション
- 大西良子 （1981年10月 - 1982年6月）
- 長谷川由美 （1982年7月 - 1984年6月）
- 波多えつ子 （1982年7月 - 1984年6月）
- 小林恵子 （1982年7月 - 1983年6月）
- 上田美恵 （1983年10月 - 1984年6月）
- 福島美佐子 （1983年10月 - 1984年9月）
- 佐原千春 （1984年7月 - 1985年3月）
- 有賀さつき （1984年7月 - 1985年3月）

### ミスDJ電リクパレード（土曜日）
- 長谷川由美、波多えつ子、小林恵子 （1982年10月9日 - 1983年3月26日、18:30 - 20:30）
- 長谷川由美、波多えつ子、上田美恵 （1983年10月8日 - 1984年3月24日、18:30 - 21:30）
- 波多えつ子、佐原千春、有賀さつき （1984年10月6日 - 1985年3月23日、18:30 - 20:30）

## 後番組
24:30 - 25:30が『旺文社大学受験ラジオ講座』、25:30 - 26:00が『百万人の英語』（1992年10月以降は『黒BUTA天国』）、26:00 - 27:00は『ミュージックステーション』を月 - 金曜の毎晩 放送した。
1994年4月以降は、月 - 木曜の24:00 - 26:00の枠に『Come on FUNKY Lips!』、金曜は文化放送A&Gゾーン（アニラジ）に変更した。のちに編成の都合で、2008年3月28日に金曜26時台のA&Gゾーンを中断する。2008年4月から音楽番組を2本放送したがワイド番組の放送開始に伴い、同番組は2009年10月2日に終了した。
2009年10月5日から当番組以来の平日深夜の音楽生ワイド『リッスン? 〜Live 4 Life〜』を月 - 木曜 25:00 - 27:00に開始した。25時台の生ワイド番組は2003年7月まで放送した『LIPS PARTY 21.jp』以来、26時台の生ワイド番組は『LIPSFACTORY』以来となる。金曜深夜は30分番組枠が残るが、アニラジ枠は25:30 - 26:00枠のみに縮小した。

## 復活
2002年12月31日に、文化放送50周年記念番組として斎藤慶子、長野智子、千倉真理、川口雅代らが出演して1日限定で復活し、往年のヒット曲集「ミスDJリクエストパレード1981-1985」がワーナーミュージック・ジャパンからCDで発売される。
2006年11月3日に、川島なお美と千倉真理をパーソナリティにピンクリボンの普及・啓発活動も兼ねて1日限定で復活している。
番組開始から30年目の2011年9月14日にUSTREAM麹町ワールドスタジオの発信番組「エコ旅Wednesday」で、ミスDJ生放送同窓会として「―東北地方太平洋沖地震から半年、それぞれの復興支援―」を主題に復活している。麹町スタジオから小林寛子（ぽん太）をホストに千倉がゲスト出演し、NY在住川口とLA在住大西良子がスカイプで参加している。
2012年12月19日に「エコ旅Wednesday」で、ミスDJ生放送同窓会第二弾として「〜ミスDJが見た世界のクリスマス〜」を主題に復活している。麹町スタジオからぽん太をホストにゲストとして千倉と加藤エミが、海外から川口と大西が、川島は忘年会最中に電話でそれぞれ出演して31年ぶりにオリジナルミスDJが会する。
2015年10月21日に、胆管がんで死去した川島の追悼特番『永遠のミスDJ 川島なお美』を、吉田照美と千倉が出演して「文化放送ウェンズデープレミアム」枠で生放送している。
2024年1月1日、文化放送で「憧れのミスDJ座談会」と題する特番を生放送。千倉の他、向井と長野が出演。番組中で本項について言及があり、歴代出演者一覧について「みんなよく調べてる」などと評価された。

### レギュラー復活『ミスDJリクエストパレード360』、『ミスDJ SOUND GARDEN』
2016年10月1日から土曜 13:00 - 15:00に『ミスDJリクエストパレード～8116サタデーアップ!』（ミスディージェイリクエストパレード はちいちいちろくサタデーアップ!）の番組タイトルで、ミスDJを当時 務めた千倉真理をパーソナリティに起用。レギュラー放送として復活した。ワイドFMの特徴である高音質を活かし、1980年代の名曲を中心に「今の話題と懐かしい曲の相乗効果」を目指す。この「8116」とは、1981年に始まった番組を2016年に復活させたという意味。
前番組『土曜の午後は♪ ヒゲとノブコのWEEKEND JUKEBOX』のネット局　山形放送、山口放送、高知放送と、ラジオ福島へネット。
「サタデーアップ!」としては2017年4月1日で終了し、翌週の4月9日から日曜 13:00 - 15:00に『ミスDJリクエストパレード～8116サンデーアップ!』（ミスディージェイリクエストパレード はちいちいちろくサンデーアップ!）として再スタートしたが、文化放送のみのローカル放送となる。2018年3月4日から聴取率調査週間（いわゆるスペシャルウィーク）の際は『A&Gリクエストアワー 阿澄佳奈のキミまち!』のパーソナリティ陣とクロストークを行い、当番組の1曲目を阿澄佳奈からリクエストされた。
2021年10月から『ミスDJリクエストパレード360』（ミスディージェイリクエストパレード スリーシックスティ）へタイトルを変更した。放送時間を1時間繰り上げ、NRN系列局へネットを再開した。再開当初のネット局は東北放送で、年度上半期の日曜日の午後に『TBCパワフルベースボール』（中央競馬のメインレース中継を内包した東北楽天ゴールデンイーグルス戦主体のプロ野球デーゲーム中継）を編成している関係で、実際は2021年10月24日からネットを開始した。
2022年10月からは信越放送で番組前半（12:00 - 12:40）を同時ネット開始。文化放送での放送時間を12:00 - 12:55の55分に縮小。東北放送は12:00 - 14:00の時間帯で放送継続。13:00以降のパートは『ミスDJリクエストパレード TOHOKU』（ミスディージェイリクエストパレード とうほく）を文化放送からの裏送りでネットしている。文化放送とニッポン放送が幹事局のNRNで、幹事局からの裏送り番組が他の加盟局で日曜日の午後にレギュラーで放送されるのは『中村こずえのSUNDAY HAPPY MAP』（ニッポン放送 制作の生ワイド番組。東北放送は未放送）の終了以来、1年半振りである。東北放送は2023年4月22日に、『ミスDJリクエストパレードTOHOKU SPRING』と題して千倉を仙台に招いた自社制作形式の特別編を13:00 - 13:55に公開生放送した。『リクエストパレードTOHOKU』はQRから裏送り放送であるが、番組公式サイトはTBCラジオ側に設け、番組へのメールもQRではなくTBC側の「dj@1260.jp」に送るようにアナウンスされていた。
2023年10月1日に、2016年10月から7年間続いたレギュラー番組の放送を終了した。
文化放送は2023年10月7日から、『てるのりのワルノリ』内のコーナーとして「あっ!という間のミスDJ」のミニ番組を開始する。放送時間は土曜12:25 - 30頃から約7分、担当は千倉真理と吉田照美。信越放送にも2023年10月8日から単独番組としてネットされる。放送時間は日曜12:00 - 12:10。2024年4月から土曜14:45 - 14:55に変更。
東北放送は2023年10月8日から、「360」の時間帯に引き続き千倉の担当で自社制作番組『千倉真理 ミュージックスケッチ』を開始する。放送時間は日曜12:00 - 12:55、原則として仙台TBCスタジオからの収録放送になるが、不定期で生放送になる場合もある。
文化放送は2024年10月6日、「あっ!という間の――」を「ミスDJ SOUND GARDEN」（ミスDJサウンドガーデン）として週イチで独立化・レギュラー復活させた。放送時間は日曜日の08:30 - 09:00。

#### コーナー
外中継コーナー
スタジオ外の様々な場所から生中継。竹中三佳がリポーターとして出演する。
真理の今どき!
毎週一つのテーマを基に千倉が語る。
80'sワンスモア
忘れられない80年代のことを採り上げる。「サタデーアップ!」時代は、エンディング後に次番組『伊東四朗 吉田照美 親父・熱愛』のパーソナリティ・吉田照美と掛け合いで語っていた。
いらっしゃいませ! Welcome to Miss DJ
ミスDJのOGパーソナリティをゲストに迎えて会話する。

#### タイムテーブル
2021年9月26日まで
- 13:00 オープニング
- 13:52 文化放送ニュース・天気予報・交通情報[24]
- 14:52 文化放送ニュース・天気予報・交通情報
- 14:55 エンディング

2021年10月3日から2022年9月25日まで
- 12:00 オープニング
- 12:56 天気予報・交通情報（TBCラジオは地域情報に差し替え）
- 13:53:59 TBCラジオがここで飛び降り
- 13:54 文化放送ニュース・天気予報・交通情報
- 13:56頃 エンディング

2022年10月2日以後
- 12:00 『360』オープニング
- 12:39:59 SBCラジオがここで飛び降り
- 12:50頃 『360』エンディング、文化放送はここで終了
- 13:00 『TOHOKU』オープニング
- 13:50頃 『TOHOKU』エンディング

#### ネット局
| 放送対象地域 | 放送局         | 放送時間                                                       | 放送期間                       | 備考                       |
| ------------ | -------------- | -------------------------------------------------------------- | ------------------------------ | -------------------------- |
| 関東広域圏   | 文化放送 (QR)  | 毎週土曜 13:00 - 15:00                                         | 2016年10月1日 - 2017年4月1日   | 制作局                     |
| 関東広域圏   | 文化放送 (QR)  | 毎週日曜 13:00 - 15:00                                         | 2017年4月9日 - 2021年9月26日   | 制作局                     |
| 関東広域圏   | 文化放送 (QR)  | 毎週日曜 12:00 - 14:00                                         | 2021年10月3日 - 2022年9月25日  | 制作局                     |
| 関東広域圏   | 文化放送 (QR)  | 毎週日曜 12:00 - 12:55                                         | 2022年10月2日 - 2023年10月1日  | 制作局                     |
| 宮城県       | 東北放送 (TBC) | 毎週日曜 12:00 - 13:55                                         | 2021年10月24日 - 2022年9月25日 | [ 25 ]                     |
| 宮城県       | 東北放送 (TBC) | 毎週日曜 12:00 - 12:55（360） 毎週日曜 13:00 - 13:55（TOHOKU） | 2022年10月2日 - 2023年10月1日  | 『360』と『TOHOKU』の2部制 |
| 長野県       | 信越放送 (SBC) | 毎週日曜 12:00 - 12:40                                         | 2022年10月2日 - 2023年10月1日  |                            |

過去のネット局
| 放送対象地域 | 放送局           | 放送時間               | 放送期間                     | 備考                                                                     |
| ------------ | ---------------- | ---------------------- | ---------------------------- | ------------------------------------------------------------------------ |
| 山形県       | 山形放送 (YBC)   | 毎週土曜 13:00 - 14:55 | 2016年10月1日 - 2017年4月1日 | 前番組『土曜の午後は♪ ヒゲとノブコのWEEKEND JUKEBOX』から継承。          |
| 山口県       | 山口放送 (KRY)   | 毎週土曜 13:00 - 14:55 | 2016年10月1日 - 2017年4月1日 | 前番組『土曜の午後は♪ ヒゲとノブコのWEEKEND JUKEBOX』から継承。          |
| 高知県       | 高知放送 (RKC)   | 毎週土曜 13:00 - 14:55 | 2016年10月8日 - 2017年4月1日 | 前番組『土曜の午後は♪ ヒゲとノブコのWEEKEND JUKEBOX』から継承。          |
| 福島県       | ラジオ福島 (rfc) | 毎週土曜 13:00 - 14:55 | 2016年10月1日 - 2017年4月1日 | 『久米宏 ラジオなんですけど』（TBSラジオ）から切替え。                   |
| 富山県       | 北日本放送 (KNB) | 土曜 13:00 - 15:00     | 2016年12月31日               | 通常は自社制作『高原兄の5時間耐久ラジオ 長て長てこたえられんが』を放送。 |